# Наёмники (фильм)
«Наёмники» (англ. Mercenary for Justice) — американский боевик режиссёра Дона Э. Фонтлероя. Съёмки проводились в Кейптауне (ЮАР). Фильм вышел сразу на видео в США 18 апреля 2006 года.

## Сюжет
«Солдат удачи» Джон Сигер (Стивен Сигал) во главе отряда вооружённых наёмников должен провести секретную операцию по спасению местного населения на острове Гамарал. Однако, когда задание было выполнено, Сигер понимает, что его подставили. Теперь месть — дело чести для него.

## В ролях
| Актёр                | Роль                                        |
| -------------------- | ------------------------------------------- |
| Стивен Сигал         | Джон Сигер                                  |
| Жаклин Лорд          | Мэксин Бэрнол                               |
| Роджер Гуэнвёр Смит  | организатор секретных операций Энтони Чепел |
| Люк Госс             | сотрудник ЦРУ Джон Дрэшам                   |
| Майкл Кеннет Уильямс | Сэмюэль                                     |
| Лэнгли Кирквуд       | наёмник Крюгер                              |
| Эдриан Гэлли         | «Бульдог»                                   |

## Рецензии и критика
Фильм получил преимущественно негативные отзывы и низкие оценки от кинокритиков. На сайте Rotten Tomatoes его рейтинг составляет 27 % из 100, на IMDB.com — 4,1 из 10. Ян Джейн из «DVD Talk» отмечает, что «фильм в любом случае не шедевр, но вполне сойдёт для боевика, выходящего сразу на видео».